# Pneumatisk motor

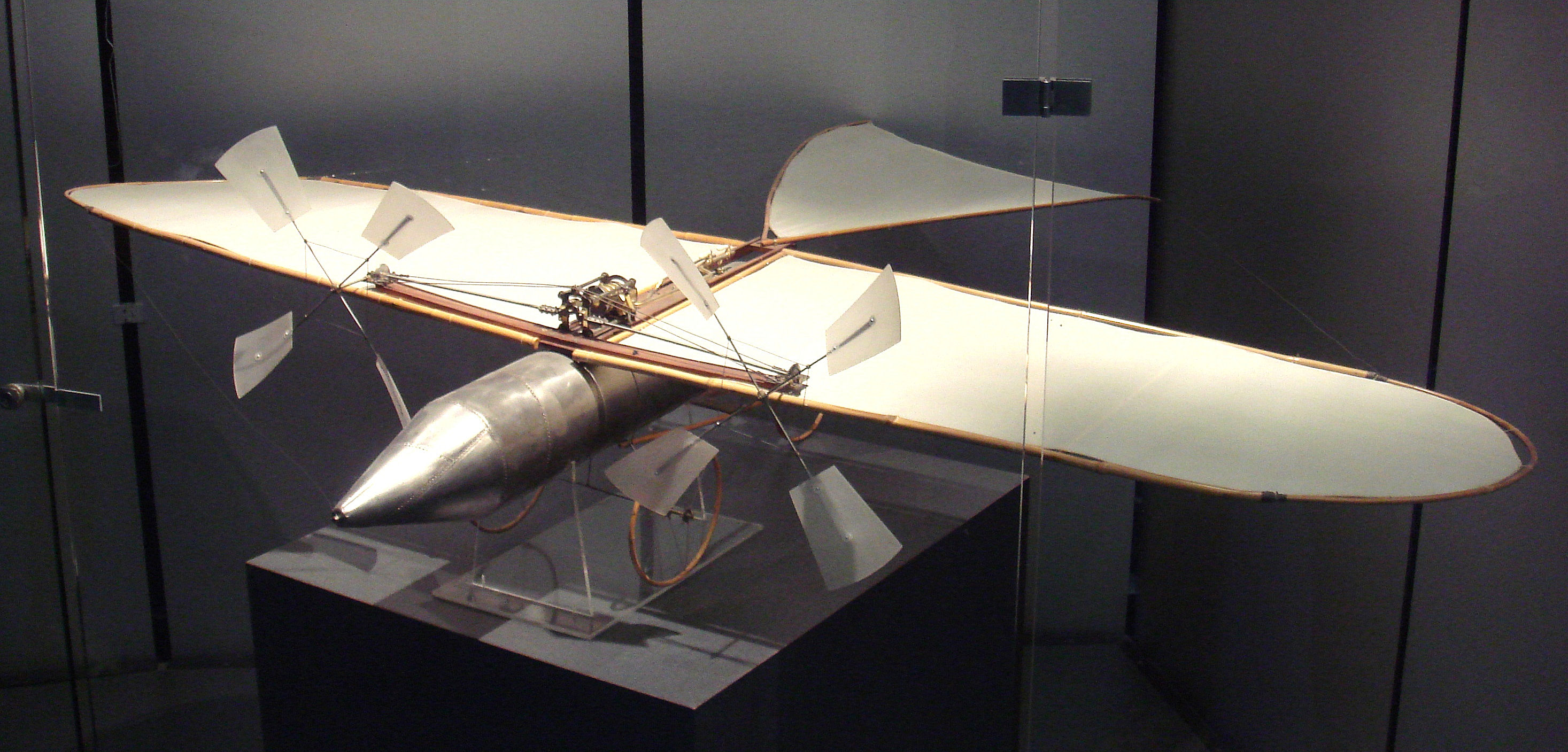
Flygmaskin med pneumatisk motor, byggd år 1879 av Victor Tatin. Finns på Musée de l'Air et de l'Espace.

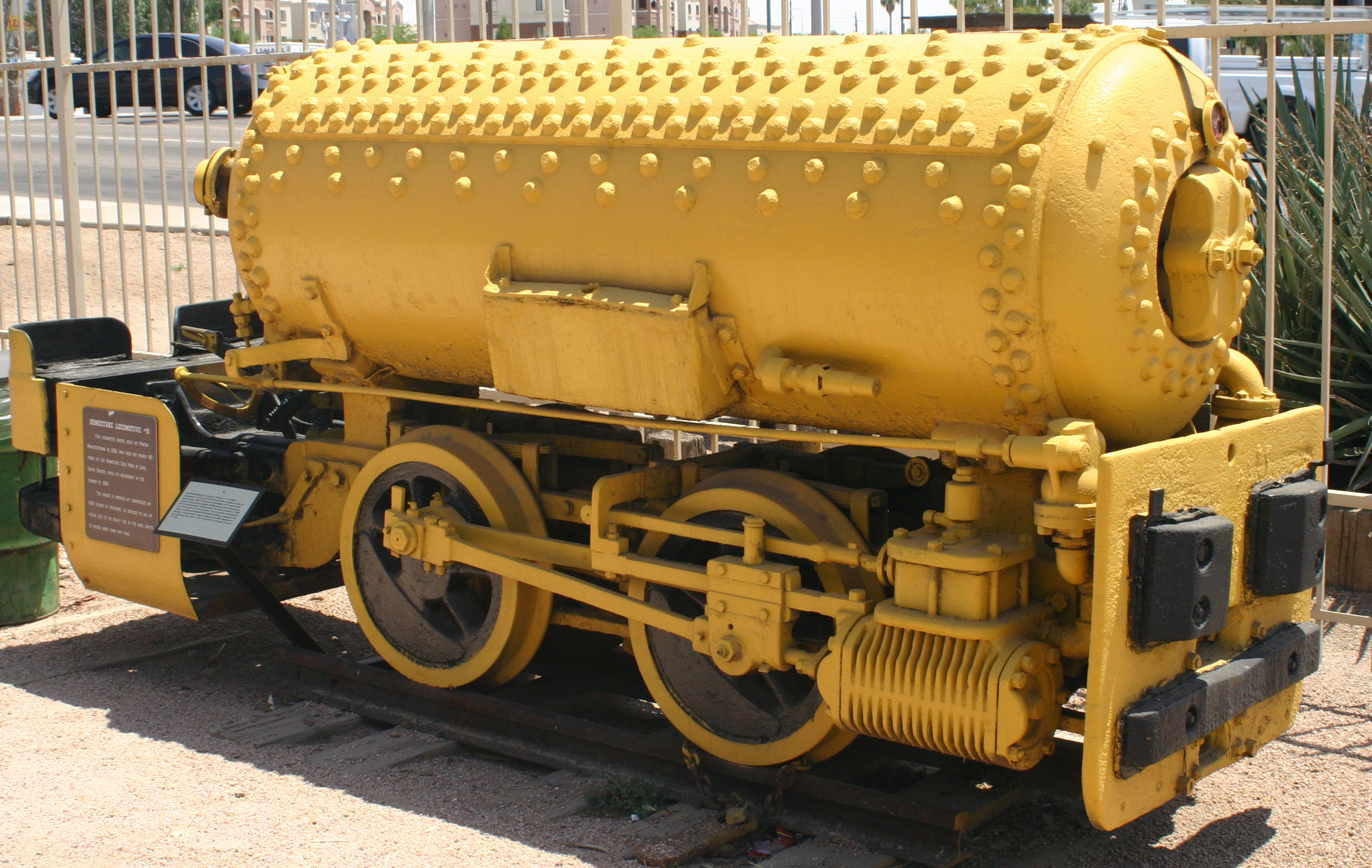
Ett amerikanskt tryckluftslok

Pneumatiska motorer är motorer som drivs av tryckluft. Även om de kan användas i bilar är det ovanligt. Sedan början av 1990-talet har ett flertal företag, däribland Mitsubishi, utvecklat prototyper av större luftmotorer som används i tryckluftsbilar. Det är vanligare att man i verkstadsmiljöer använder sig av luftdrivna verktyg, till exempel borr- och slipmaskiner.
Fördelar med pneumatiska motorer är att de för en given effekt är mindre och lättare än en elmotor. Pneumatiska tryckluftsverktyg, till exempel borrmaskiner, kan till skillnad från elektriska verktyg användas i fuktiga eller explosionsfarliga miljöer.
Pneumatiska motorer är tåliga mot överbelastning, till skillnad från elektriska som kan överhettas, eftersom det inte händer så mycket mer än att de stannar om de överbelastas.
En nackdel med pneumatiska motorer är att det totalt med pneumatisk energiöverföring, jämfört med en elektrisk energiöverföring och elektrisk motor, ofta blir högre energiförluster. Det skulle vara möjligt att dimensionera pneumatiska ledningar och motorer så att förlusterna blir små, men då skulle de bli stora och dyra.
Man skulle kunna göra dem mycket mer effektiva än de är nu (15 %) genom att: använda värmeenergin från kompressorn (all energi som används till kompressorn blir värme p.g.a friktion), stänga av lufttillförseln efter ett tag ("cutoff") expandera luften i flera olika steg och värma upp luften igen mellan expansionerna med vanlig luft (i värmeväxlare) eller till och med ersätta kompressorn med en uppfinning som Bob Neal gjort .